# Tommy Kelly
Pour les articles homonymes, voir Kelly.

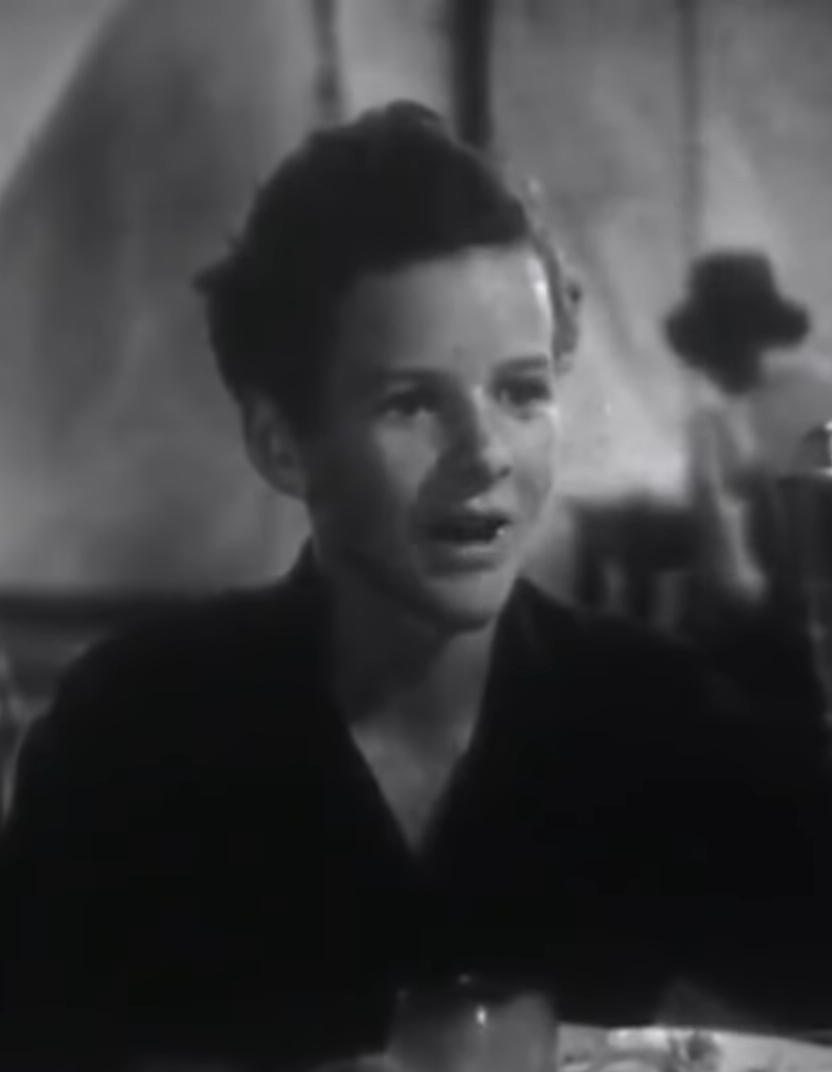
Tommy Kelly dans Bad Boy with the Circus de Peck - capture d'écran recadrée

Tommy Francis Kelly est un enfant-acteur américain né Thomas Francis Kelly le 6 avril 1925 dans le Bronx à New York et mort le 26 janvier 2016 à Greensboro (Caroline du Nord).

## Biographie
Il naît à New York dans le Bronx, dans une famille  modeste de treize enfants. Son père est pompier. Ses quatre grands-parents viennent d'Irlande. Tommy commence sa carrière d'acteur à l'âge de douze ans quand il est sélectionné parmi 25 000 garçons venus auditionner pour le rôle de Tom Sawyer dans Les Aventures de Tom Sawyer (1938) ; c'est la première adaptation en Technicolor du célèbre roman de 1876 de Mark Twain. Tommy reçoit de bonnes critiques pour sa performance mais le film n'est pas un succès commercial. La même année, il a le rôle principal dans Peck's Bad Boy with the Circus, une adaptation des romans pour la jeunesse de George Wilbur Peck (1840–1916).
En 1939, il tient un petit mais mémorable rôle dans la superproduction Autant en emporte le vent : il est le garçon qui pleure quand l'orchestre joue la chanson patriotique Dixie à Atlanta pendant la distribution de la liste des morts au combat. L’année suivante il interprète l'élève d’une école militaire dans le film de série B Military Academy.
À l'âge adulte, il obtient des rôles mineurs, souvent pas crédités.
Pendant la deuxième guerre mondiale, à l'instar de nombreuses stars de Hollywood, il choisit de servir dans l'armée américaine (infanterie) plutôt que dans l'USO (soutien du show-business au moral des troupes) comme l'ont fait d'autres enfants stars. Il combat en Europe et prend part à la bataille du pont de Remagen en Allemagne.
En 1950, il apparaît dans The Magnificent Yankee de John Sturges ; ce sera le dernier de ses dix-neufs films car il se retire définitivement du cinéma. Il a alors vingt-cinq ans.

## Vie privée
Il reprend ses études et obtient le diplôme Ph.D. puis devient enseignant et conseiller au lycée de Culver City (Californie). À la fin des années 1960, il travaille au Libéria, d’abord comme administrateur du Corps de la paix puis comme directeur d'écoles internationales. Il rentre aux États-Unis et occupe un poste important au département américain de l'Agriculture à Washington.
En 1948, il épouse Sue Kelly avec qui il reste marié pendant 67 ans, jusqu'à sa mort,. Le couple aura six enfants. Tommy Kelly meurt en 2016 d'une insuffisance cardiaque, à l'âge de 90 ans,.

## Filmographie
| Année | Titre                                          | Rôle                      | Notes | ref    |
| ----- | ---------------------------------------------- | ------------------------- | --- | ------ |
| 1938  | Les Aventures de Tom Sawyer                    | Tom Sawyer                | - Réalisé par Norman Taurog - Scénario de John V. A. Weaver, d'après le roman du même nom de Mark Twain (1876)                                 | [ 10 ] |
| 1938  | Peck's Bad Boy with the Circus                 | Bill Peck                 | - Comédie d'Edward F. Cline - D'après le roman éponyme de George W. Peck                                                                       |        |
| 1939  | Mélodie de la jeunesse                         | Willie                    | Film musical d'Archie Mayo |        |
| 1939  | Autant en emporte le vent                      | Garçon dans l'orchestre   | - Film épique/Romance historique adaptée du roman éponyme de Margaret Mitchell (1936) - Réalisé par Victor Fleming - Scénario de Sidney Howard | ,      |
| 1940  | Curtain Call                                   | Fred « Freddy » Middleton | Comédie de Frank Woodruff | [ 15 ] |
| 1940  | Irène                                          | Michael                   | - Film musical de Herbert Wilcox - Scénario d'Alice Duer Miller, basé sur l’opérette du même nom de James Montgomery (1919)                    | ,      |
| 1940  | Military Academy                               | Tommy Lewis               | - Film dramatique de D. Ross Lederman. - Scénario de Karl Brown et David Silverstein, d'après une histoire de Richard English                  |        |
| 1940  | Gallant Sons                                   | Harwood "Woody" Hollister | - Film policier de George B. Seitz. - Scénario de William R. Lipman et Marion Parsonnet                                                        | ,      |
| 1941  | Toute à toi                                    | Ken Atkins                | Film musical de William A. Seiter | [ 21 ] |
| 1941  | Double Date                                    | Hodges                    | - Réalisé par Glenn Tryon. - Scenario de Scott Darling, Erna Lazarus et Agnes Christine Johnston                                               |        |
| 1941  | La vie commence pour André Hardy               | Chuck Curss               | - Comédie familiale de George B. Seitz - Scénario d'Agnes Christine Johnston et Aurania Rouverol - Onzième film de la série Andy Hardy         |        |
| 1942  | Mug Town                                       | Steve                     | Réalisé par Ray Taylor | [ 22 ] |
| 1947  | Au carrefour du siècle                         | Mack                      | - Docufilm de Norman Taurog - Film sur la création de la bombe atomique                                                                        | ,      |
| 1947  | La Légende du Texas (The Fabulous Texan)       | Lee Kilrain               | - Western d'Edward Ludwig. - Scenario de Lawrence Hazard et Horace McCoy                                                                       | ,      |
| 1948  | Il marchait dans la nuit                       | jeune voyou (Redhead)     | Film noir d'Alfred L. Werker et Anthony Mann                                                                                                   | ,      |
| 1949  | Un délicieux scandale (Adventure in Baltimore) | étudiant                  | Drame de Richard Wallace | [ 31 ] |
| 1949  | Bastogne                                       | un blessé                 | Film de guerre sur la Bataille des Ardennes | ,      |
| 1950  | Les Cadets de West Point                       | élève militaire           | Comédie musicale de Roy Del Ruth | ,      |
| 1950  | The Magnificent Yankee                         | secrétaire                | Biographique adaptée par Emmet Lavery d'après sa pièce éponyme                                                                                 | ,      |